# ロードカナロア
ロードカナロア（欧字名:Lord Kanaloa 香:龍王、2008年3月11日 - ）は、日本の競走馬・種牡馬。主な勝ち鞍は2012年・2013年のスプリンターズステークス、香港スプリント、2013年の高松宮記念、安田記念。
日本馬にとって「鬼門」、あるいは「凱旋門賞級に難しいレース」とも言われていた香港スプリントを2012年に日本馬として初めて制し、さらには翌年連覇を達成。現役時代は全19戦において1600m以下のレースに出走し、1つのミスが結果に直結するスプリント界において生涯3着以内を守り、現役を退くまで上記の香港スプリント連覇を含む短距離GI競走6連勝を挙げた。引退レースとなった香港スプリントでの5馬身差圧勝により獲得したワールドベストレースホースランキング（WBRR）のレーティング128ポンドは、日本馬のスプリント区分における史上最高値である。スプリント界の絶対王者と呼ばれた。
2012年と2013年に最優秀短距離馬に、2013年に年度代表馬に、引退後の2018年にJRA顕彰馬に選定された。2014年の種牡馬入り後は初年度から牝馬三冠を達成し、日本調教馬歴代最多となる芝GI9勝を挙げたアーモンドアイを筆頭とする重賞勝利産駒を多数輩出する実績を上げている。
馬名の由来は冠名+ハワイに伝わる海の神。

## 競走馬時代

### 育成期
父・キングカメハメハは現役時代に通算8戦7勝、2004年のNHKマイルカップと東京優駿を制した。種牡馬として2010、2011年に2年連続でリーディングサイアーとなった。
母・レディブラッサム（父ストームキャット）は現役時代に通算24戦5勝、芝とダートの短距離で勝利を挙げたサムシングロイヤル牝系の良血馬。その母サラトガデューは現役時代にアメリカで走り通算11戦8勝、1992年のベルデイムステークス（米G1）とガゼルステークス（米G1）を制し、同年のエクリプス賞最優秀3歳牝馬に選出された。
母レディブラッサムは悍性が強いためロードカナロアも気の強さを表すかと思われたが、そこまでの存在感を示すことはなかったと、ロードカナロアを生産したケイアイファームの小森忠夫場長は語っている。ただ当時からロードカナロアの体格はガッチリしていたといい、気性が闘争心や勝負根性に転化されてロードカナロアへ受け継がれたのではないかと、ケイアイファームの繁殖スタッフを務めた杉山寿広は語っている。

### 戦績

#### 2010年（2歳）
12月5日、小倉競馬場芝1200mの新馬戦に鞍上古川吉洋で出走。単勝オッズ1.2倍の断然人気に推され、好スタートから先頭に立つと、直線では楽な手応えで後続との差を広げ、6馬身差の勝利でデビュー勝ちを飾った。

#### 2011年（3歳）
年明け初戦は前走から一気に400mの距離延長となる1月5日中山のジュニアカップ（OP）に鞍上蛯名正義で出走し、1番人気に推されたもののゴール手前で外から差し切られて2着。1400m戦となった1月29日京都の500万下競走（鞍上福永祐一）では3戦連続となる逃げの手を打ったが、再びゴール前で差されて2着に終わった。
その後は距離を1200mに戻し、4月16日小倉のドラセナ賞（500万下）に鞍上北村友一で出走。単勝オッズ1.3倍の圧倒的支持を集めると、直線では後続を突き放し3馬身差の快勝で2勝目を挙げた。
続く5月14日京都の葵ステークス（OP）を二番手追走から直線半ばで抜け出し1番人気に応えて連勝を飾ると、鞍上が福永に戻った11月6日京都の京洛ステークスでは初の古馬戦、初の稍重馬場となったが1番人気に推され、中団から前を差し切ってオープン特別を連勝。
さらに11月26日の京都の京阪杯（GIII）では重賞初挑戦ながら単勝オッズ1.6倍の支持を受け、好位追走から前を捉えて優勝。4連勝で重賞初勝利を挙げた。

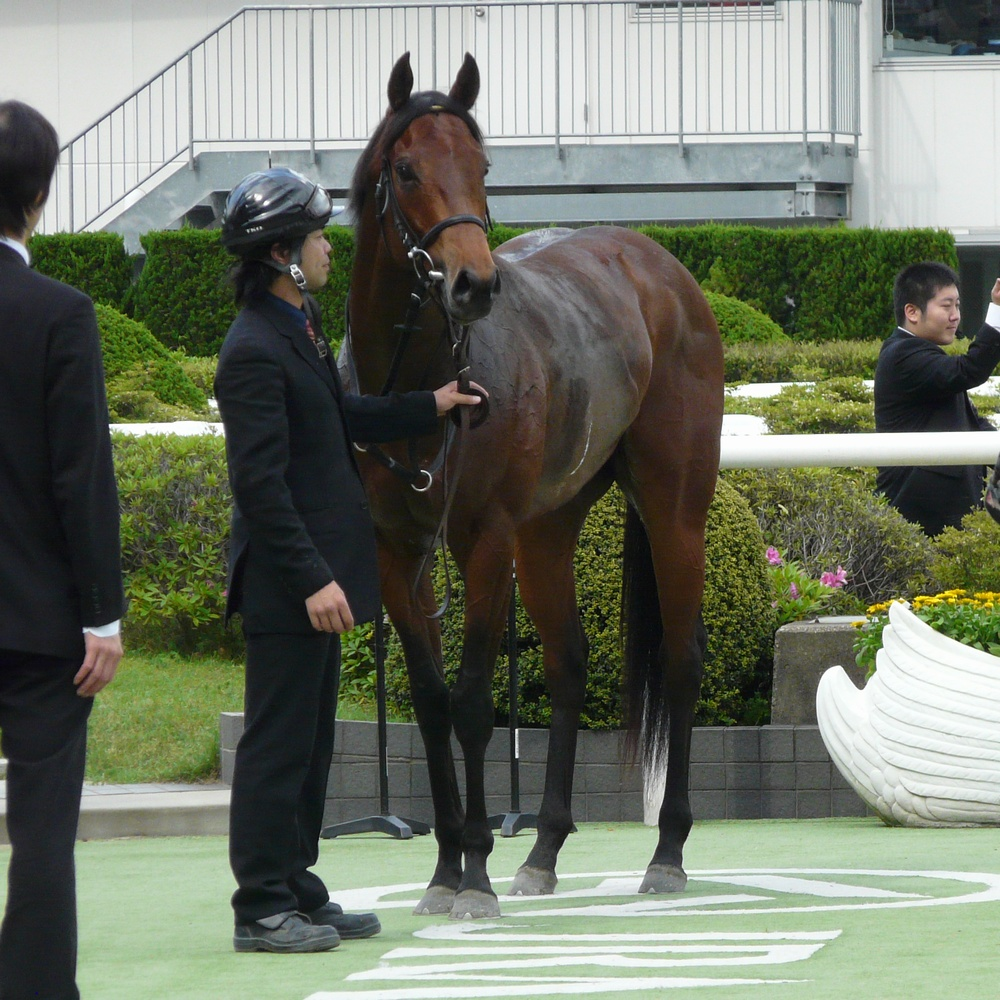
葵ステークス

#### 2012年（4歳）
年明け初戦は1月28日京都のシルクロードステークス（GIII）に単勝オッズ1.4倍の圧倒的支持で出走し、中団追走から直線で外に持ち出して逃げ馬を差し切り5連勝で重賞2勝目をマーク。1200m戦では6戦無敗となり、管理調教師の安田隆行は「57キロでこの伸びは本物。末恐ろしいです」とコメントした。
初のGI出走となった3月25日中京の高松宮記念（GI）ではデビューから9戦連続となる1番人気に推され、1枠1番の好枠から出走。直線では内を突いて前を追ったものの差を詰めきれず、同厩舎所属で前年のスプリンターズステークス（GI）優勝馬カレンチャンの3着に敗れ、初めて連対を外すこととなった。なお、本馬がキャリアの中で連対を外したのはこのレースが唯一である。
6月17日函館の函館スプリントステークス（GIII）も前走に引き続き1枠からの発走となり単勝オッズ1.3倍の支持を集めたが、直線入り口で前が塞がって外に持ち出す展開となり、好位置から競馬を進めていたドリームバレンチノの2着に終わった。この結果を受け、陣営はここで福永から岩田康誠への乗り替わりを決めた。
秋の初戦はスプリンターズステークスへの叩きとして9月9日阪神のセントウルステークス（GII）に出走。先団追従から直線半ばで先頭に立ったが、最後は外から差し切られて2着となった。
迎えた9月30日中山のスプリンターズステークスは大外16番枠からの発走となったこともあって1番人気を前走セントウルステークス4着のカレンチャンに譲ることとなり、デビューからの連続1番人気記録が11で途絶えた。なお、日本国内のレースで本馬が1番人気以外で出走したのはこのレースが唯一である。レースでは中団に位置を取ると、直線で外から猛然と追い込み、最後は内のカレンチャンを一気に交わして優勝。中山1200mのコースレコード（1分6秒7）でGI初制覇を飾った。
その後は年内最終戦として12月9日香港・沙田の香港スプリント（G1）にカレンチャンと共に出走。同レースは、日本馬が好走を続ける香港国際競走において唯一日本馬が結果を残せていないレースであり、2011年までに計13頭のスプリンターが挑戦して前年のカレンチャンの5着入線が最高着順という結果であった。その中で同馬は、香港スプリントの連覇を狙う1番人気ラッキーナイン、ジョッキークラブスプリント（G2）でのラッキーナインの2着馬である2番人気タイムアフタータイムに続く3番人気に推された。レースでは、好スタートから3番手に位置を取って競馬を進めると、直線では好位から抜け出して押し切り、2着セリースチェリーに同レース歴代2位の着差となる2馬身半差を付けて完勝。G1連勝を飾るとともに日本調教馬による同競走初制覇を達成し、「凱旋門賞制覇にも匹敵する歴史的勝利」と称された。レース後、鞍上の岩田は「この馬が通用しなければ、来年も再来年も、どんな日本のスプリンターが来ても勝つことは難しい。ロードカナロアでこのレースを勝ちに来て、この馬の強さを証明できた」とコメント。安田調教師は「世界一のレースだと思っていたこのレースを勝てて、夢のよう……」と語った。

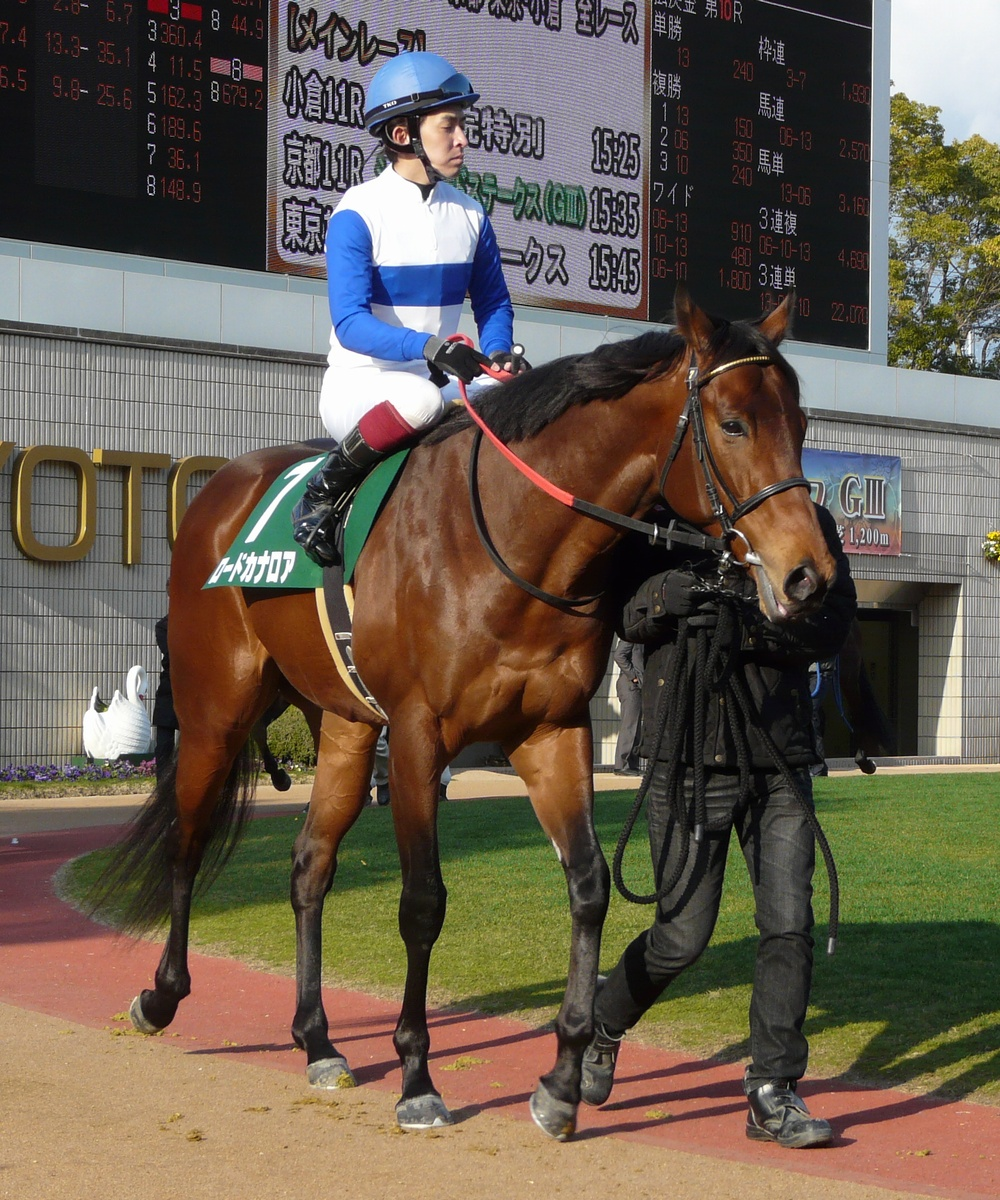
シルクロードS パドック
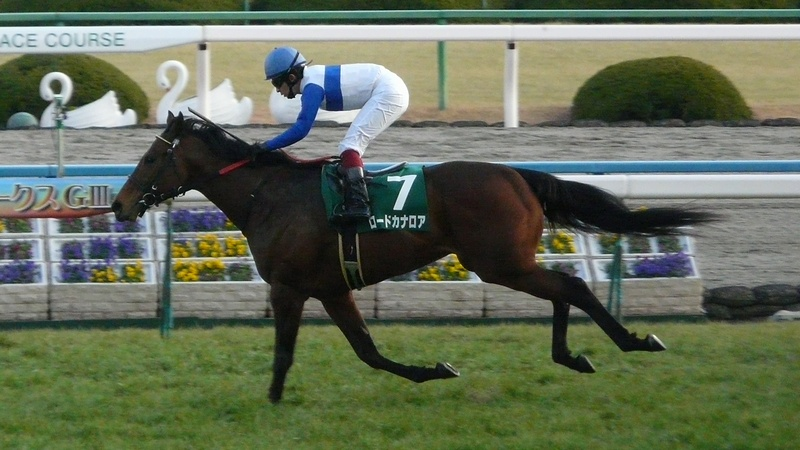
シルクロードS

#### 2013年（5歳）
アラブ首長国連邦・メイダンのドバイゴールデンシャヒーン（G1）から招待状が届いたことにより出走が検討されていたが、長距離輸送のリスクと前年、高松宮記念を惜敗していることなどからこれを見送り、阪急杯で始動後、高松宮記念へ向かうことが発表された。
そして年内初戦の2月24日阪神の阪急杯（GIII）では香港スプリントで圧勝した実績を見込まれ、11戦振りの1400m戦となったものの単勝オッズ1.6倍の圧倒的な支持を受けて出走。先行集団から離れた5番手に位置を取って直線半ばで先頭に立ち、後続を振り切って優勝した。
続く3月24日中京の高松宮記念でも1.3倍の1番人気に支持された。レースではスタートで少し出遅れたため、中団より進める形となるが最後の直線で追い出されるとすかさず加速し、逃げ粘るハクサンムーンをかわして先頭に立ち、ドリームバレンチノに1馬身1/4差をつけて快勝。史上初となるスプリントGI3連勝を挙げた。
高松宮記念の後は実に14戦ぶりとなるマイル戦の6月2日東京の安田記念（GI）に挑戦することが発表され、混戦模様ながら単勝オッズ4.0倍の1番人気での出走となった。本番では中団待機から直線で馬場の真ん中を割るように抜け出して勝利、「2階級制覇」を達成しGI通算4勝目を挙げた。この一戦で更に海外からの注目を集めることとなり、レース後には安田調教師に対する海外のプレスからの「香港マイルと香港スプリントのどちらを選ぶのか」という質問が相次いだ。
秋緒戦となった9月8日阪神のセントウルステークスは58kgの斤量を課され、サマースプリントシリーズ優勝を狙っていたハクサンムーンの逃げ切りの前に2着に敗れる。
その後、「負ければ引退」との思いで臨んだ9月29日中山のスプリンターズステークスに単勝オッズ1.3倍で出走。レースでは前走と同じくハクサンムーンが逃げる展開の中で5、6番手を追走し、ゴール200m手前で末脚を発揮すると先頭を差し切って優勝。サクラバクシンオー以来19年ぶりとなる連覇を果たすと同時に、フラワーパーク、トロットスター、ローレルゲレイロに次ぐ史上4頭目の同一年春秋スプリントGI連覇を達成（隔年も含むとビリーヴ、カレンチャンも加わるため史上6頭目となる）。さらには史上初となる国内スプリントGI3勝、短距離GI5連勝を達成した。
引退レースとして12月8日沙田の香港スプリントに出走、現地でも1.8倍の圧倒的な支持を集めた。レースでは好位の外を追走すると直線半ばで先頭に立ち、そのまま後続との差を広げ続け、最終的に2着ソールパワーに6ハロン戦としては異例、同レース史上最高着差となる5馬身差をつけて圧勝。日本馬として史上初の連覇を果たし有終の美を飾った。このレースのパフォーマンスはワールドベストレースホースランキングにおいて128ポンドとの評価を受け、スプリント区分ではオーストラリアで25戦全勝の戦績を残し当年に引退した名スプリンター・ブラックキャビアの130ポンドに次ぐ世界2位の高評価となった。
翌2014年1月7日、2013年度の最優秀短距離馬に満票で選出され、さらには最優秀4歳以上牡馬に選出されていたオルフェーヴルを抑えて年度代表馬にも選ばれた。1600m以下を主戦場とした競走馬の年度代表馬選出は1998年のタイキシャトル以来史上2頭目であり、1200mを主戦場としたスプリンターとしては初の快挙となった。2014年1月13日に京都競馬場で引退式が行われた。

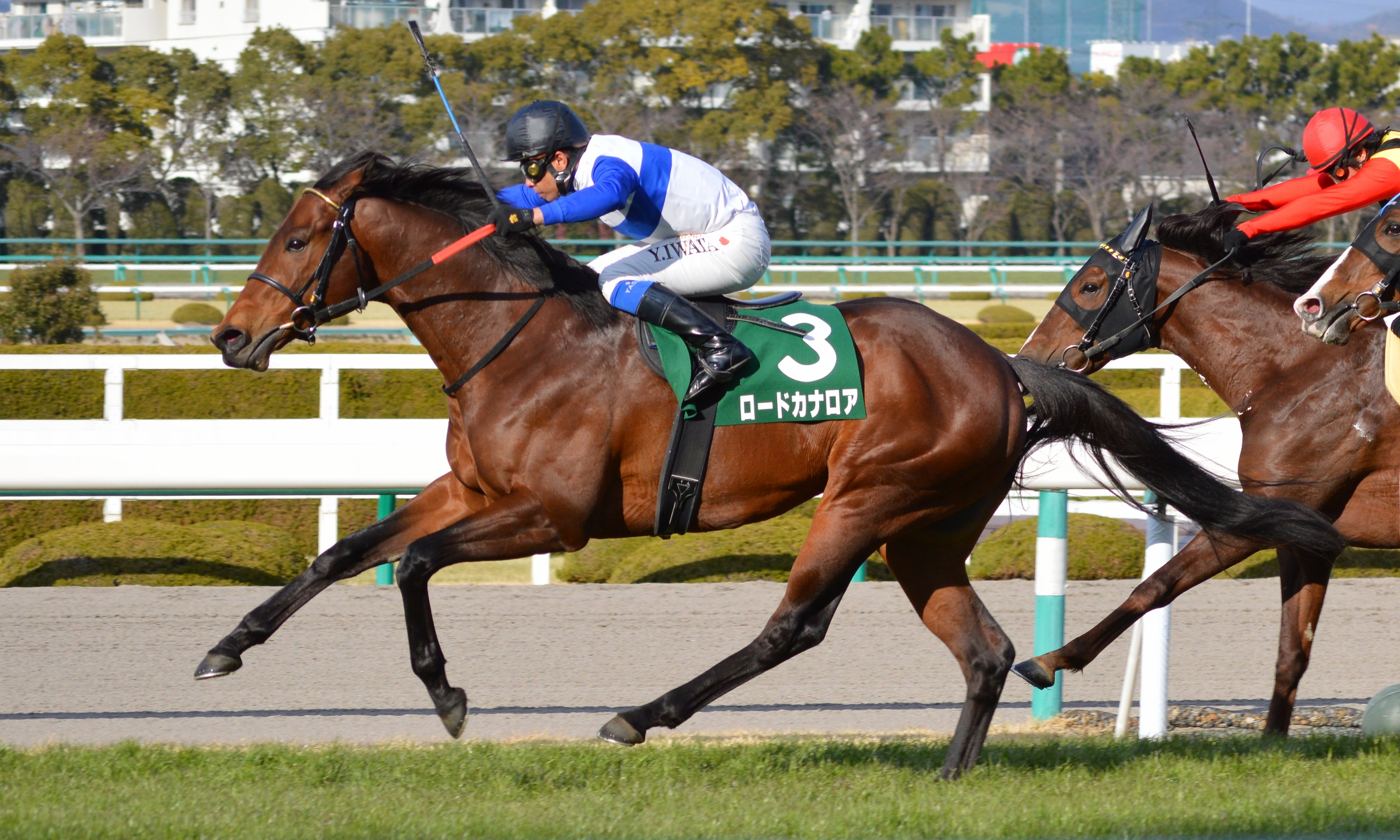
阪急杯
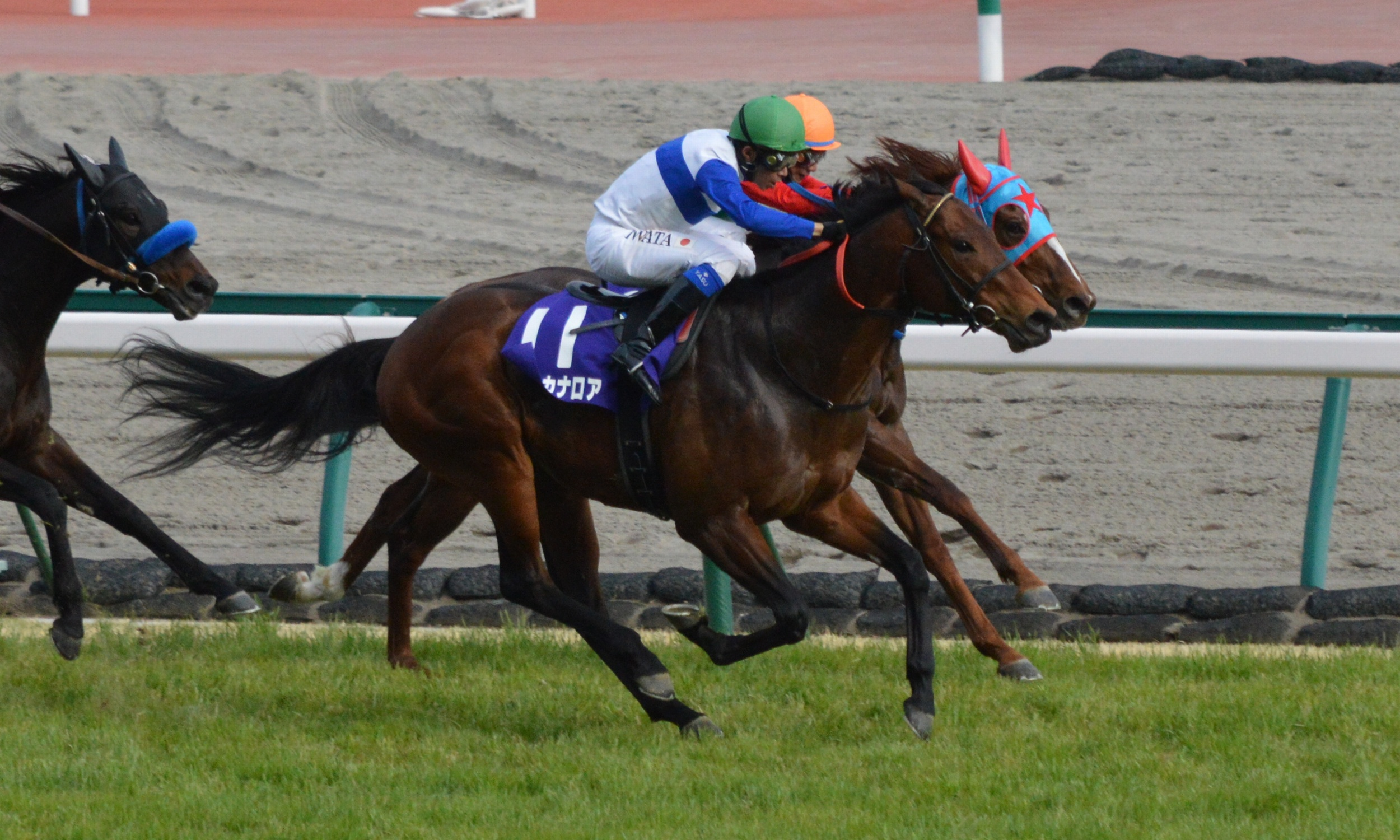
高松宮記念
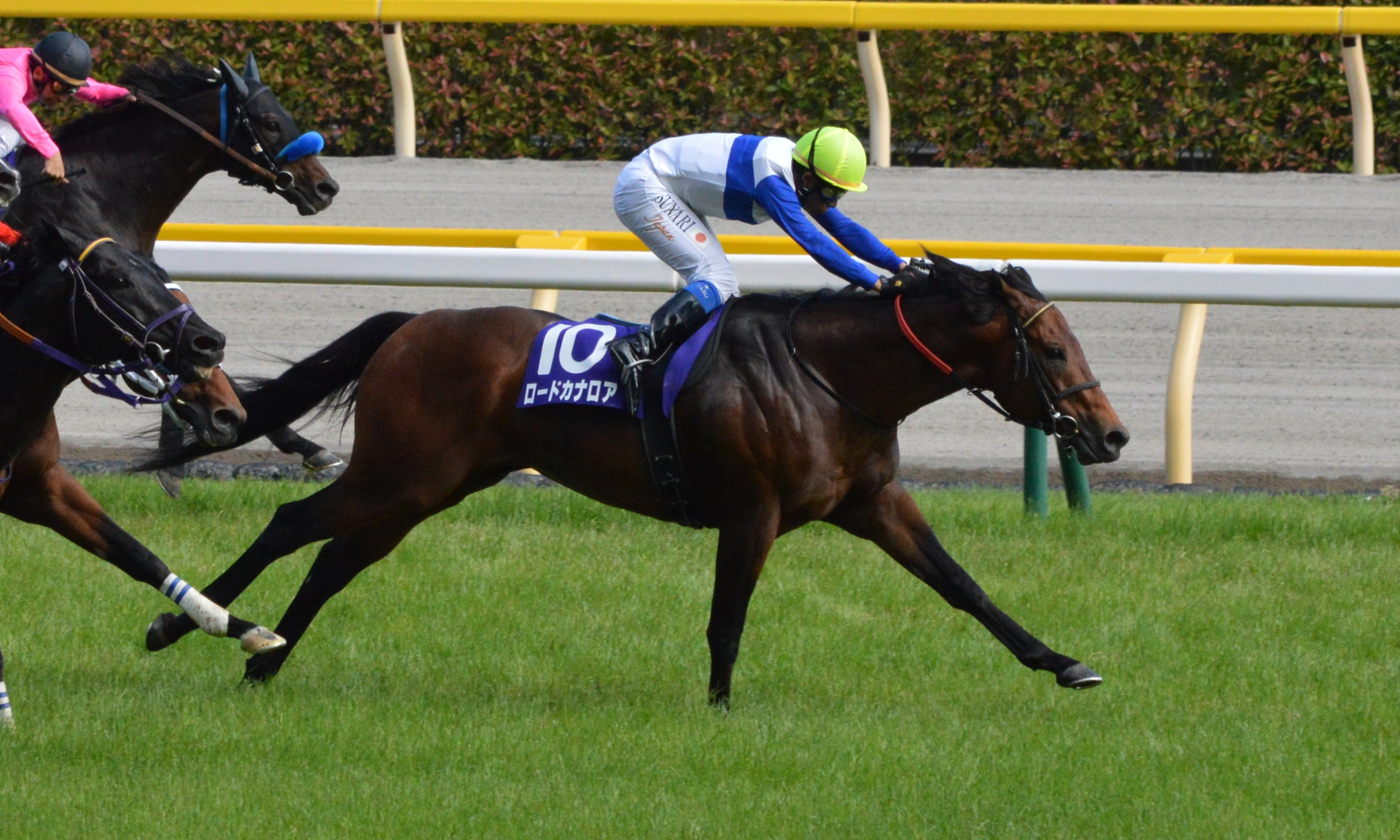
安田記念
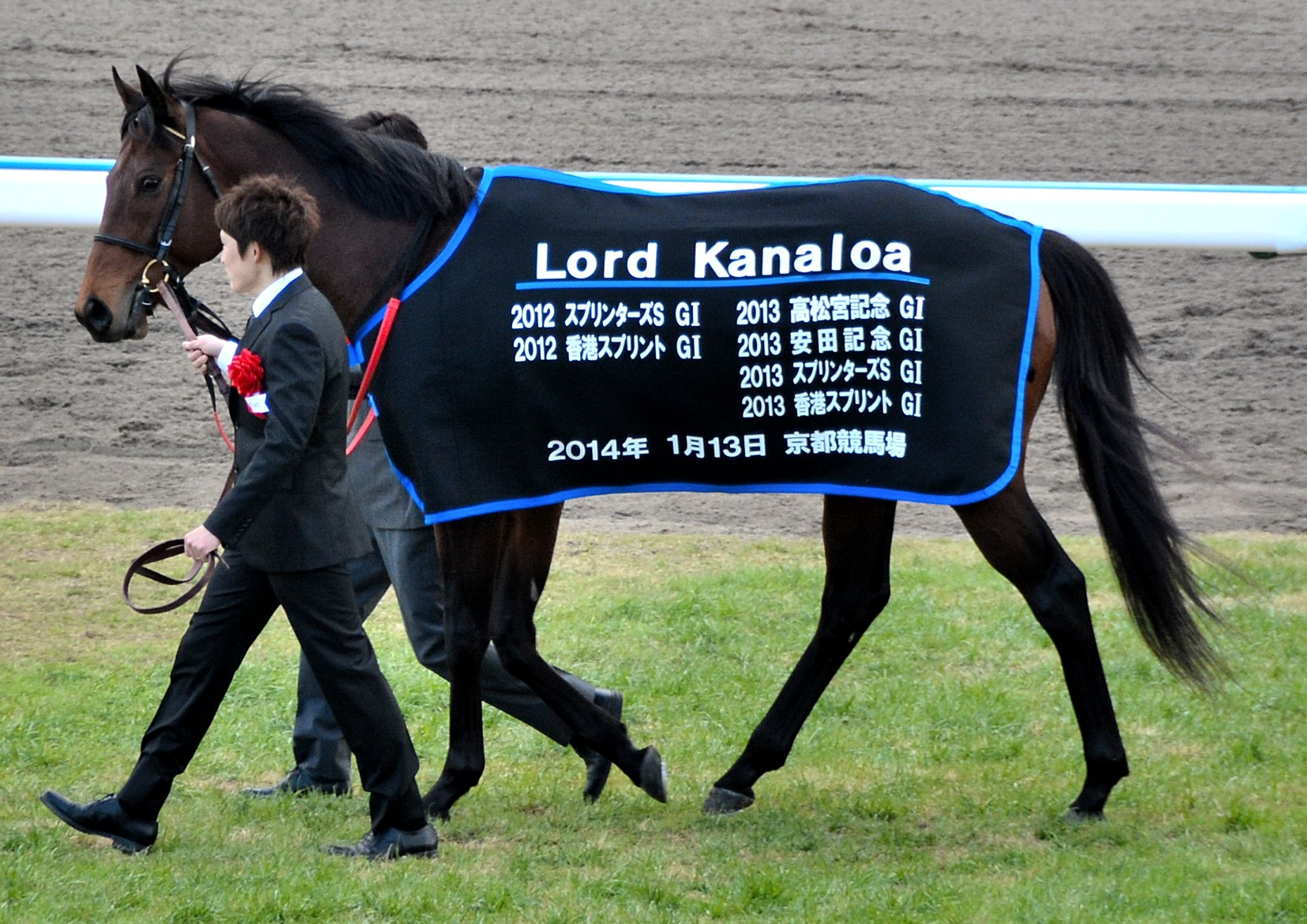
引退式

## 競走成績
| 競走日     | 競馬場 | 競走名          | 格      | 距離（馬場）  | 頭 数 | 枠 番 | 馬 番 | オッズ （人気） | 着順 | タイム （上り3F） | 着差  | 騎手     | 斤量   | 1着馬（2着馬）         |
| ---------- | ------ | --------------- | ------- | ------------- | ----- | ----- | ----- | --------------- | ---- | ----------------- | ----- | -------- | ------ | ---------------------- |
| 2010.12.05 | 小倉   | 2歳新馬         |         | 芝1200m（良） | 16    | 2     | 3     | 1.20（1人）     | 1着  | R1:08.40（34.9）  | -1.00 | 古川吉洋 | 55kg   | （シェルエメール）     |
| 2011.01.05 | 中山   | ジュニアC       | OP      | 芝1600m（良） | 13    | 8     | 12    | 2.10（1人）     | 2着  | R1:35.10（34.7）  | -0.10 | 蛯名正義 | 56kg   | デルマドゥルガー       |
| 0000.01.29 | 京都   | 3歳500万下      |         | 芝1400m（良） | 14    | 2     | 2     | 1.80（1人）     | 2着  | R1:22.10（34.1）  | -0.10 | 福永祐一 | 56kg   | ラトルスネーク         |
| 0000.04.16 | 小倉   | ドラセナ賞      | 500万下 | 芝1200m（良） | 16    | 2     | 4     | 1.30（1人）     | 1着  | R1:08.30（34.1）  | -0.60 | 北村友一 | 56kg   | （アスターウィング）   |
| 0000.05.14 | 京都   | 葵S             | OP      | 芝1200m（良） | 14    | 3     | 3     | 2.40（1人）     | 1着  | R1:09.30（34.4）  | -0.20 | 北村友一 | 56kg   | （サクラベル）         |
| 0000.11.06 | 京都   | 京洛S           | OP      | 芝1200m（稍） | 16    | 7     | 14    | 2.90（1人）     | 1着  | R1:08.00（32.7）  | -0.20 | 福永祐一 | 55kg   | （キョウワマグナム）   |
| 0000.11.26 | 京都   | 京阪杯          | GIII    | 芝1200m（良） | 15    | 2     | 3     | 1.60（1人）     | 1着  | R1:08.10（33.3）  | -0.20 | 福永祐一 | 55kg   | （グランプリエンゼル） |
| 2012.01.28 | 京都   | シルクロードS   | GIII    | 芝1200m（良） | 16    | 4     | 7     | 1.40（1人）     | 1着  | R1:08.30（33.6）  | -0.40 | 福永祐一 | 57kg   | （エーシンダックマン） |
| 0000.03.25 | 中京   | 高松宮記念      | GI      | 芝1200m（良） | 18    | 1     | 1     | 2.40（1人）     | 3着  | R1:10.40（35.4）  | -0.10 | 福永祐一 | 57kg   | カレンチャン           |
| 0000.06.17 | 函館   | 函館スプリントS | GIII    | 芝1200m（良） | 11    | 1     | 1     | 1.30（1人）     | 2着  | R1:09.50（34.9）  | -0.10 | 福永祐一 | 56kg   | ドリームバレンチノ     |
| 0000.09.09 | 阪神   | セントウルS     | GII     | 芝1200m（良） | 16    | 5     | 9     | 2.20（1人）     | 2着  | R1:07.30（33.7）  | -0.00 | 岩田康誠 | 56kg   | エピセアローム         |
| 0000.09.30 | 中山   | スプリンターズS | GI      | 芝1200m（良） | 16    | 8     | 16    | 4.40（2人）     | 1着  | R1:06.70（33.4）  | -0.10 | 岩田康誠 | 57kg   | （カレンチャン）       |
| 0000.12.09 | 沙田   | 香港スプリント  | G1      | 芝1200m（Gd） | 12    | 6     | 4     | 4.05（3人）     | 1着  | R1:08.50（00.0）  | -0.39 | 岩田康誠 | 126lbs | （Cerise Cherry）      |
| 2013.02.24 | 阪神   | 阪急杯          | GIII    | 芝1400m（良） | 16    | 2     | 3     | 1.60（1人）     | 1着  | R1:21.00（34.5）  | -0.10 | 岩田康誠 | 58kg   | （マジンプロスパー）   |
| 0000.03.24 | 中京   | 高松宮記念      | GI      | 芝1200m（良） | 17    | 6     | 11    | 1.30（1人）     | 1着  | R1:08.10（33.2）  | -0.20 | 岩田康誠 | 57kg   | （ドリームバレンチノ） |
| 0000.06.02 | 東京   | 安田記念        | GI      | 芝1600m（良） | 18    | 5     | 10    | 4.00（1人）     | 1着  | R1:31.50（33.3）  | -0.00 | 岩田康誠 | 58kg   | （ショウナンマイティ） |
| 0000.09.08 | 阪神   | セントウルS     | GII     | 芝1200m（良） | 13    | 6     | 9     | 1.40（1人）     | 2着  | R1:07.50（33.4）  | -0.00 | 岩田康誠 | 58kg   | ハクサンムーン         |
| 0000.09.29 | 中山   | スプリンターズS | GI      | 芝1200m（良） | 16    | 5     | 10    | 1.30（1人）     | 1着  | R1:07.20（33.8）  | -0.10 | 岩田康誠 | 57kg   | （ハクサンムーン）     |
| 0000.12.08 | 沙田   | 香港スプリント  | G1      | 芝1200m（GF） | 14    | 12    | 1     | 1.80（1人）     | 1着  | R1:08.25（00.0）  | -0.81 | 岩田康誠 | 126lbs | （Sole Power）         |

- 馬場状態：Gd=Good、GF=Good to firm
- タイム欄のRはレコード勝ちを示す

以上の競走成績は、netkeiba.com「ロードカナロアの競走成績」、香港の成績はHKJC「馬匹往績紀錄 - 龍王」に基づく。

## 特徴・評価

### 関係者からの評価
デビュー前、併せ馬での走りを受けて調教助手は「何だこの馬は」「これで大きいところを獲れなかったらヤバイ」と衝撃を受けたという。また、「ちょっといい馬ならどこどこが良くてと言えるんですが、（ロードカナロアは）あまりにケタが違いすぎて、何が良いのかとか言えなかった」「最初から凄さを感じる馬」と評価していた。ロードカナロアに携わっていた獣医は「心臓の音がスプリントの音じゃない、もうスゴい心臓をしていて2000とかでもこなすんじゃないか」としている。安田調教師は「大きなケガを一切しなかった」という。

### 公式レーティング
2013年に獲得したWBRRでのレーティング128は前述の通りスプリント区分における日本調教馬史上最高の数値となったが、これは発表時点での21世紀における牡馬の芝スプリント部門のトップでもあり、1990年のデイジュール（133）以来の高い評価となっている。

### その他
World Horse RacingがYouTubeに投稿した動画「TOP 10 BEST TURF SPRINTERS」内ではブラックキャビア、デイジュール、サイレントウィットネス、ショワジール、ソールパワー、ロックソング、ブルーポイント、ムハラー、バターシュと共に世界の芝スプリンター10傑の一頭として紹介されており、さらにその中でもブラックキャビアに次ぐ2位の評価を受けている。
JRAがYouTubeに投稿した「3分でわかった気になる名馬」では、同馬が僚馬カレンチャンに懸想していた、という岩本助手による逸話が紹介されている。
血統評論家の栗山求は、同馬についてサクラバクシンオーの地位を更新した「史上最強のスプリンター」と評しており、その大レース向きの底力の源流としては2代母サラトガデューの父系であるリボー系の血を指摘している。

### 日本国内における競走傾向
日本で出走した全17戦の競走のうち、ダートコースでの出走経験は無く、すべて芝コースで出走している。うち1着は11回・2着は5回・3着は1回となっており、1度として馬券圏を外すことはなかった。連対率は94%にまで達している。得意とする距離は、 1001～1200mで13回出走しており典型的なスプリンタータイプである。ほか1201～1400mで2回、1401～1600mで2回出走している。コンビを組んだ騎手については、岩田康誠が最も多い7回。次いで福永祐一が6回となっている。重馬場や不良馬場といった道悪馬場での出走経験は無く、稍重が1回のみ。残りの16競走は全て良馬場での出走となっている。斤量に関しては、56kgが6回、57kgが5回課されている。58kgまで課されたことも3回ある。右回りコースへの出走が14回に至っており、左回りコースへの出走は3回しか無い。

## 引退後
引退後は社台スタリオンステーションで種牡馬となり、初年度となる2014年の種付け料は500万円で設定された。2014年度におけるロードカナロアの種付け実績は250頭におよび、ディープインパクトの255頭に次ぐ2位の実績となり、うち179頭が血統登録された。2015年は267頭に種付けがなされ、2015年度の日本国内における最多種付け頭数を記録した。この種付け数にもかかわらず出生率は7割を超える高さで、2016年には197頭もの産駒が生まれている。
2017年から産駒がデビュー。94頭が出走したうち32頭が勝ち上がり、2017年中には重賞勝ち馬こそ出なかったものの2位のヘニーヒューズに1億円以上の差をつけて中央・地方総合でファーストシーズンリーディングサイアーを獲得した。2018年に入ってシンザン記念をアーモンドアイが勝利して産駒重賞初勝利。更にアーモンドアイは同年の桜花賞、優駿牝馬、秋華賞を制覇し、史上5頭目の牝馬三冠を達成したのみならず、ジャパンカップでは2400mを2分20秒6というレコードタイムで走り、本馬が走らなかった中距離路線においても存在感を大いに発揮した。
JRA顕彰馬の選定においては毎年6割以上の票を集めながらも選出に至らず、2017年にはあと4票まで迫りながらも選出を逃したが、初年度産駒のアーモンドアイ、ステルヴィオらが活躍し産駒がGI競走6勝を挙げた2018年度の選定で全体の82.1%にあたる156票を集め、顕彰馬入りを果たした。短距離馬の顕彰馬選定はタイキシャトル以来史上2頭目である。
2018年9月8日、中山6Rにてラティカが勝利し産駒通算100勝を達成。歴代4位でのスピード達成となった。2018年度の種付け料は800万円であったが、アーモンドアイのジャパンカップ優勝後に2019年度の社台スタリオンステーションにおける種付け料が1500万円に引き上がることが決まった。
2019年に入り、牡馬クラシックでもサートゥルナーリアが皐月賞を制覇。翌年度の種付け料は2000万円になることが発表された。父・キングカメハメハは同年7月に種牡馬を引退し（8月9日に死亡）、7月30日にはディープインパクトが亡くなったことにより、社台スタリオンステーションの現役種牡馬の中では最高額の種付け料を持つ種牡馬となっている。
社台スタリオンステーションでは事務局の徳武英介が「性格が変わって、王様になってしまったんです」と表現するような変化があり、出入りする他馬を気にするようになったため、これらを見えないようにするために馬房の通路側ではパネルによる目隠しが行われた。これ以後は再び穏やかに過ごせるようになったという。
2020年にはタガロアがオーストラリア調教馬としてG1競走を勝利。秋にはアーモンドアイが芝GI競走9勝と獲得賞金19億円超の日本記録を残して引退、またダノンスマッシュが香港スプリントで父子同一G1制覇を達成した。
2021年度の種付け料は1500万円となるが、1000万円のエピファネイア、キズナ、ドゥラメンテを抑えて引き続き最高額の種付け料を持つ種牡馬を維持している。
2021年にはダノンスマッシュが高松宮記念で国内でも父子同一GI制覇を達成し、レッドルゼルがJBCスプリントで同父産駒として初めてダートのGI級競走を勝利。11月14日、パンサラッサが福島記念を勝利して、グレード制導入以降で11頭目となるJRA全10場重賞制覇を達成し、史上4頭目となる中央競馬全5場GI制覇。同年の栗山求は、距離適性としてはマイル以下がベストとする一方、配合次第で2400m向きの産駒も出すと紹介している。
2024年2月4日、京都5Rでワールズエンドが勝利し、史上24頭目となる産駒のJRA通算1000勝を達成。
なお産駒の重賞勝ちは芝レースに多く、ダートグレード競走を勝った馬はパンサラッサ・レッドルゼル・コスタノヴァなど7頭、さらに複数回勝った馬はレッドルゼル・コスタノヴァ・エンペラーワケアの3頭のみである。

## 種牡馬成績

### 種付料の推移
| 年     | 種付料（万円） | 増減 | 種付頭数 | 出産頭数 |
| ------ | -------------- | ---- | -------- | -------- |
| 2014年 | 500            | -    | 254      | 188      |
| 2015年 | 500            | 0    | 276      | 197      |
| 2016年 | 500            | 0    | 267      | 162      |
| 2017年 | 800            | 300  | 250      | 176      |
| 2018年 | 1500           | 700  | 307      | 219      |
| 2019年 | 1500           | 0    | 250      | 183      |
| 2020年 | 2000           | 500  | 181      | 125      |
| 2021年 | 1500           | 500  | 157      | 115      |
| 2022年 | 1500           | 0    | 136      | 99       |
| 2023年 | 1200           | 300  | 120      |          |
| 2024年 | 1200           | 0    |          |          |

### 年度別成績
| 年     | 総合 （中央+地方） | 総合 （中央+地方） | 総合 （中央+地方） | 総合 （中央+地方） | 総合 （中央+地方） | 総合 （中央+地方） | 総合 （中央+地方） | 中央 | 中央 | 中央 | 中央 | 中央 | 中央 | 中央             |
| 年     | 出走               | 出走               | 勝利               | 勝利               | 順位               | AEI                | 収得賞金           | 出走 | 出走 | 勝利 | 勝利 | 順位 | AEI  | 収得賞金         |
| 年     | 頭数               | 回数               | 頭数               | 回数               | 順位               | AEI                | 収得賞金           | 頭数 | 回数 | 頭数 | 回数 | 順位 | AEI  | 収得賞金         |
| ------ | ------------------ | ------------------ | ------------------ | ------------------ | ------------------ | ------------------ | ------------------ | ---- | ---- | ---- | ---- | ---- | ---- | ---------------- |
| 2017年 | 94                 | 225                | 32                 | 39                 | 49                 | 1.08               | 4億3546万2000円    | 86   | 200  | 30   | 37   | 40   | 0.81 | 4億2867万1000円  |
| 2018年 | 262                | 1259               | 127                | 177                | 7                  | 2.22               | 24億4275万4000円   | 250  | 907  | 88   | 110  | 7    | 1.57 | 23億8887万5000円 |
| 2019年 | 391                | 2252               | 200                | 345                | 3                  | 2.14               | 34億7911万8500円   | 341  | 1372 | 114  | 160  | 3    | 1.61 | 33億2501万6000円 |
| 2020年 | 474                | 2833               | 222                | 391                | 2                  | 2.20               | 43億6411万7500円   | 399  | 1595 | 130  | 169  | 2    | 1.67 | 40億6271万1000円 |
| 2021年 | 546                | 3187               | 247                | 389                | 2                  | 1.74               | 40億1766万5000円   | 428  | 1666 | 131  | 166  | 2    | 1.37 | 36億1095万5000円 |
| 2022年 | 585                | 3674               | 273                | 448                | 2                  | 1.67               | 42億9857万2500円   | 454  | 1859 | 136  | 177  | 2    | 1.32 | 38億4658万3000円 |
| 2023年 | 567                | 3597               | 254                | 416                | 2                  | 1.65               | 42億5693万5000円   | 406  | 1654 | 112  | 152  | 2    | 1.42 | 37億8940万7000円 |

種牡馬成績は、2023年終了時点。

### GI級競走優勝馬
太字はGI級競走
- 2015年産
  - アーモンドアイ（2018年シンザン記念、桜花賞、優駿牝馬、秋華賞、ジャパンカップ、2019年ドバイターフ、天皇賞（秋）、2020年ヴィクトリアマイル、天皇賞（秋）、ジャパンカップ）[113][114]
  - ステルヴィオ（2018年スプリングステークス、マイルチャンピオンシップ）[113]
  - ダノンスマッシュ（2018年京阪杯、2019年シルクロードステークス、キーンランドカップ、2020年オーシャンステークス、京王杯スプリングカップ、セントウルステークス、香港スプリント、2021年高松宮記念）[113][115]
- 2016年産
  - サートゥルナーリア（2018年ホープフルステークス、2019年皐月賞、神戸新聞杯、2020年金鯱賞）[116]
  - レッドルゼル（2021年根岸ステークス、JBCスプリント、2022年東京盃）[116][117]
  - ファストフォース（2021年CBC賞、2023年高松宮記念）[116]
- 2017年産
  - タガロア / Tagaloa（2020年ブルーダイヤモンドステークス、2021年CSヘイズステークス）[118]
  - パンサラッサ（2021年福島記念、2022年中山記念、ドバイターフ、2023年サウジカップ）[119][120]
- 2019年産
  - ダノンスコーピオン（2022年アーリントンカップ、NHKマイルカップ）[121]
  - サトノレーヴ（2024年函館スプリントステークス、キーンランドカップ、2025年高松宮記念）
- 2020年産
  - ブレイディヴェーグ（2023年エリザベス女王杯、2024年府中牝馬ステークス）[122]
  - ベラジオオペラ（2023年スプリングステークス、チャレンジカップ、2024年・2025年大阪杯）[123]
  - コスタノヴァ（2025年根岸ステークス、フェブラリーステークス）

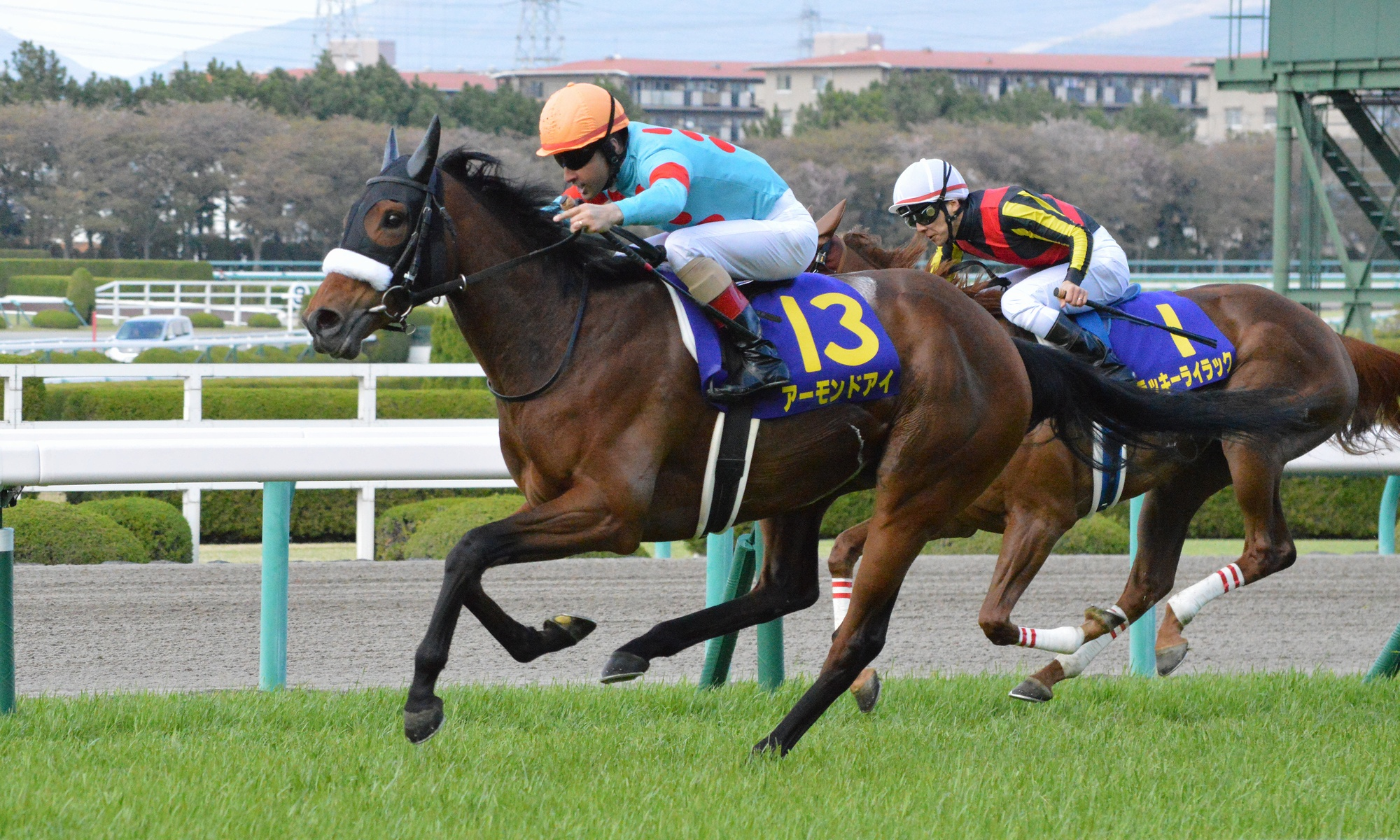
アーモンドアイ (2015年産)
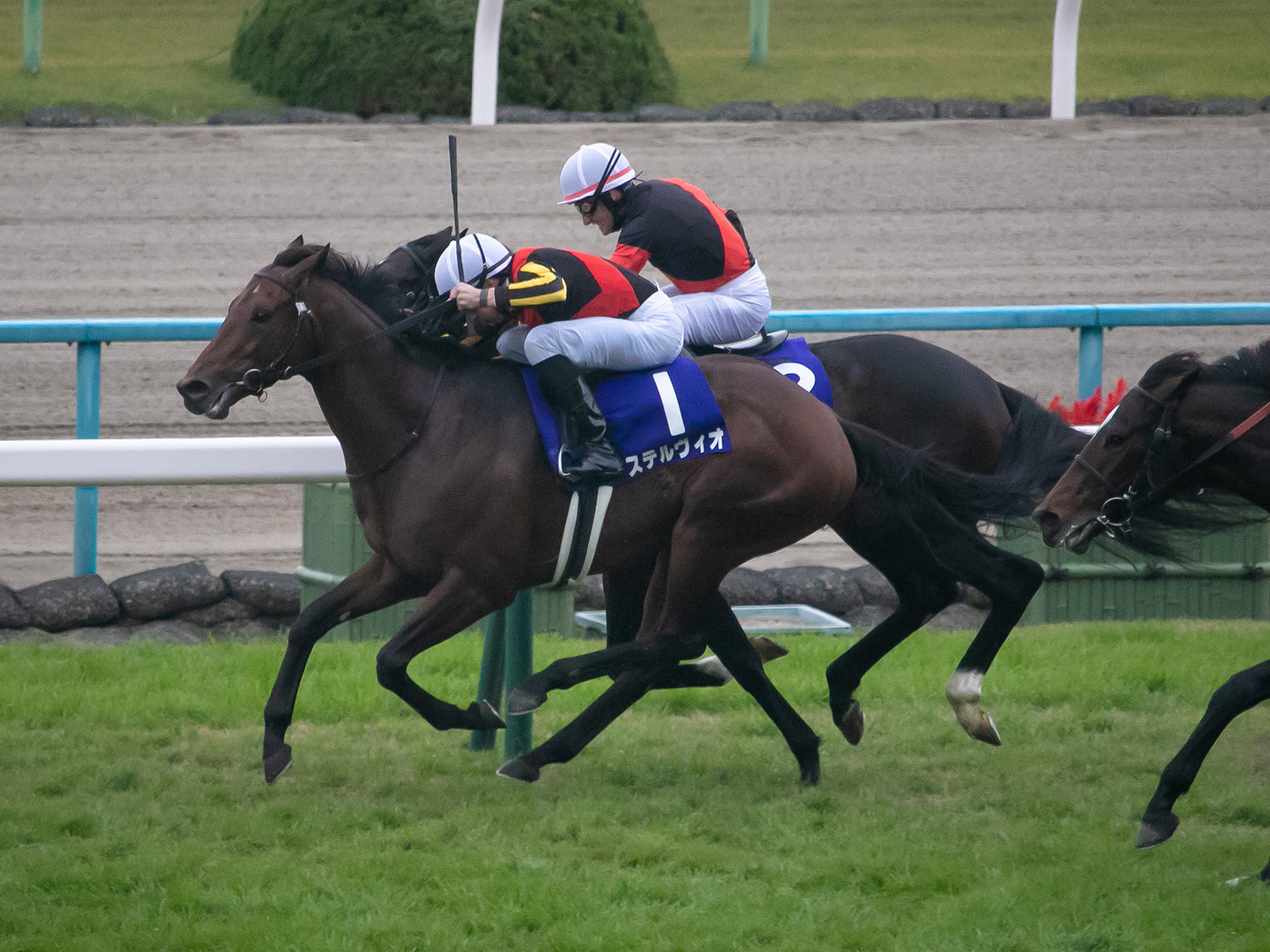
ステルヴィオ（2015年産）
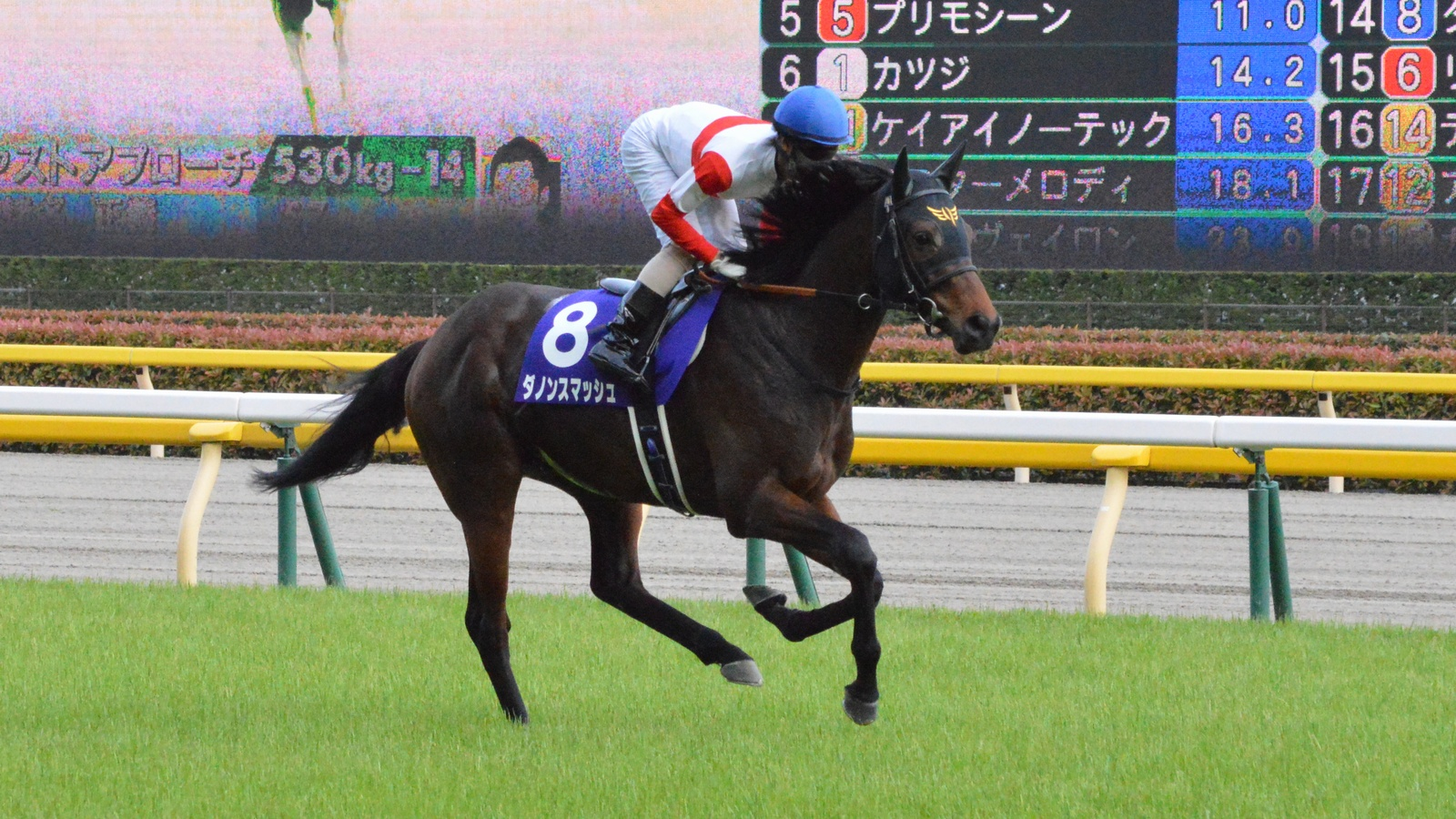
ダノンスマッシュ（2015年産）
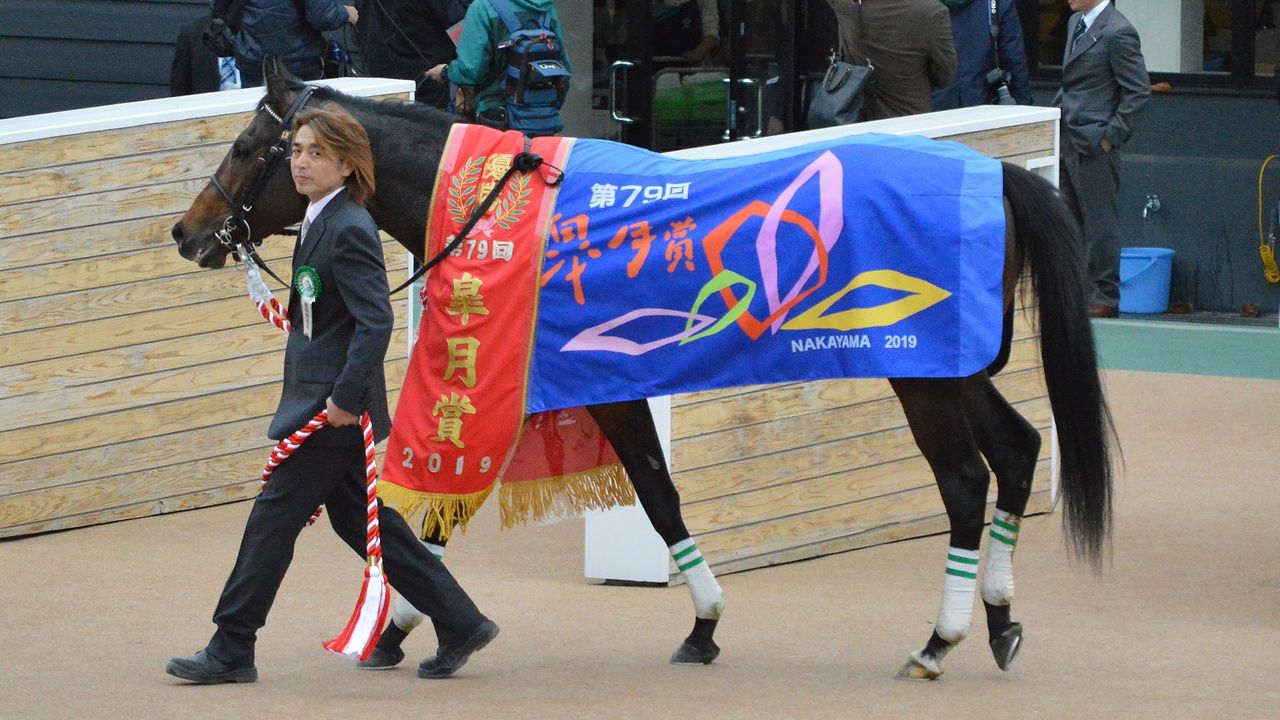
サートゥルナーリア（2016年産）
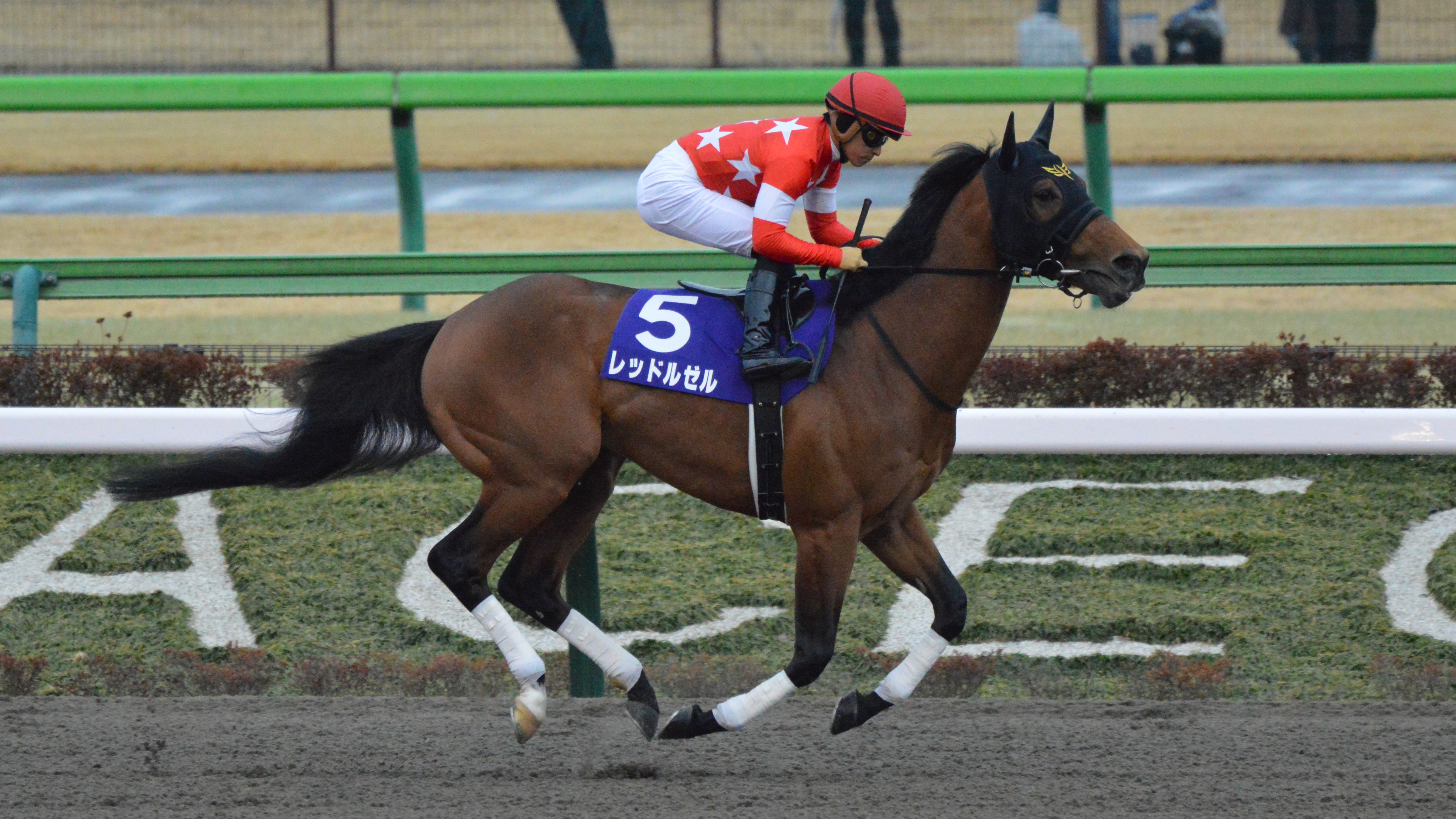
レッドルゼル（2016年産）
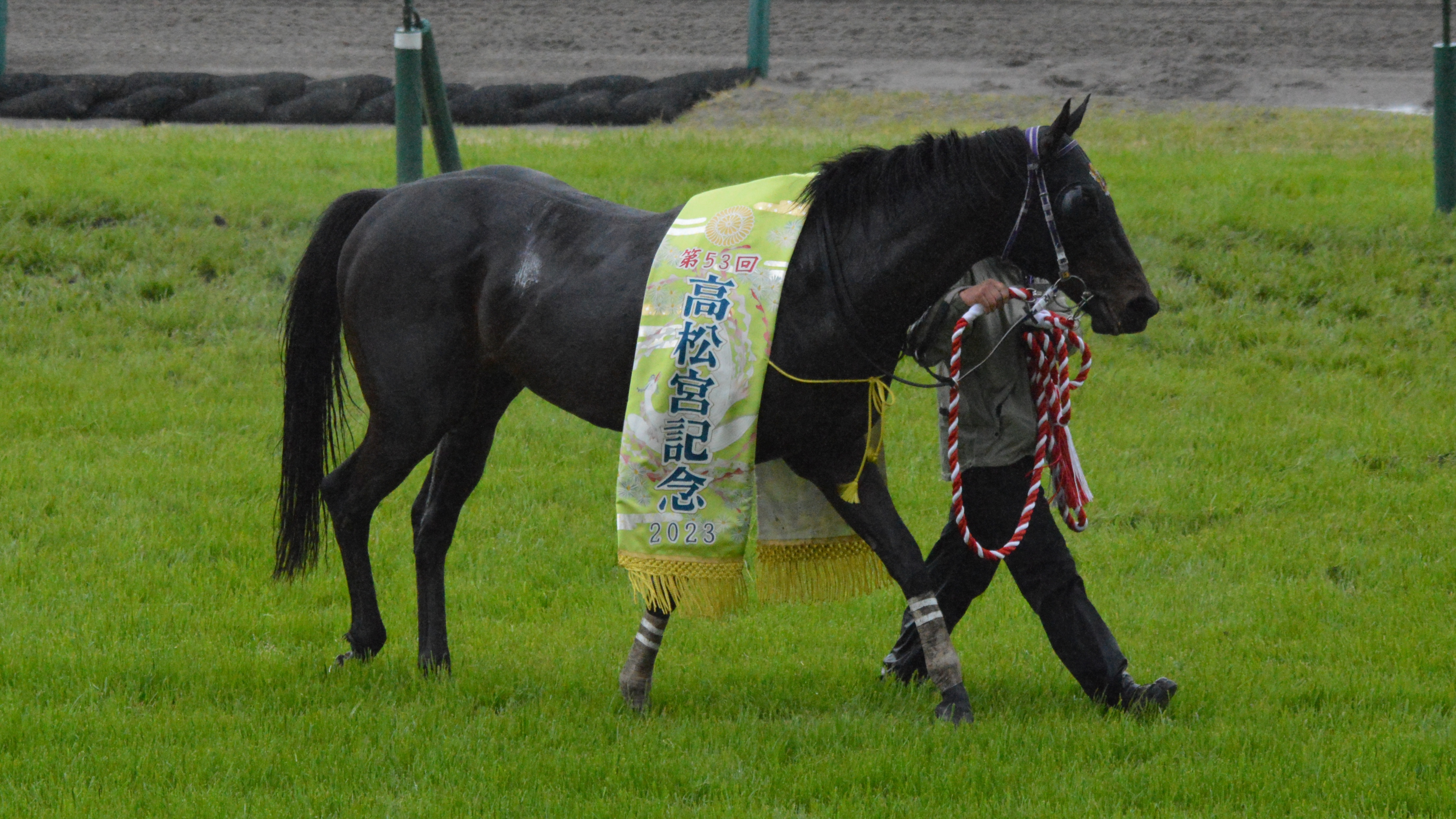
ファストフォース（2016年産）
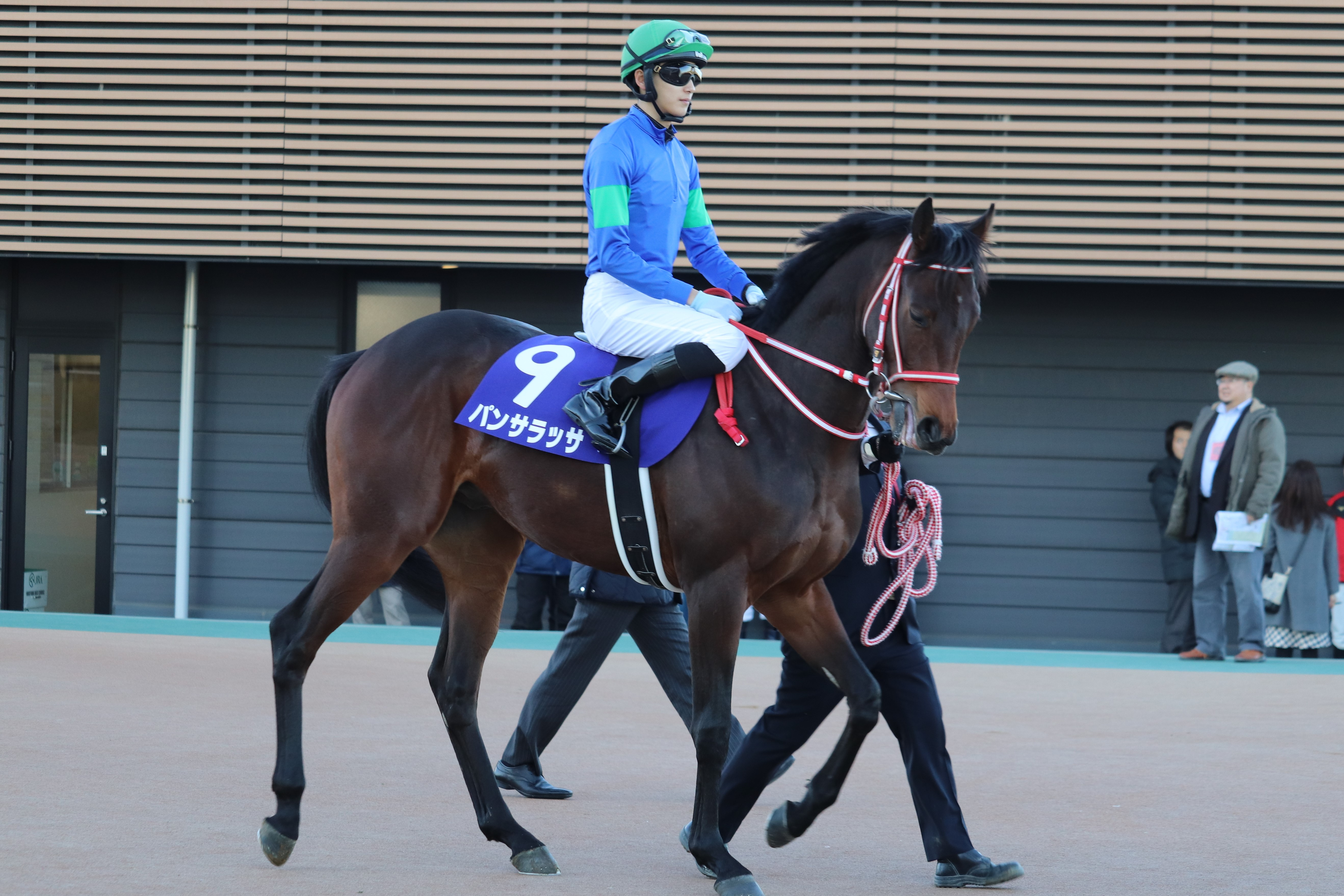
パンサラッサ（2017年産）
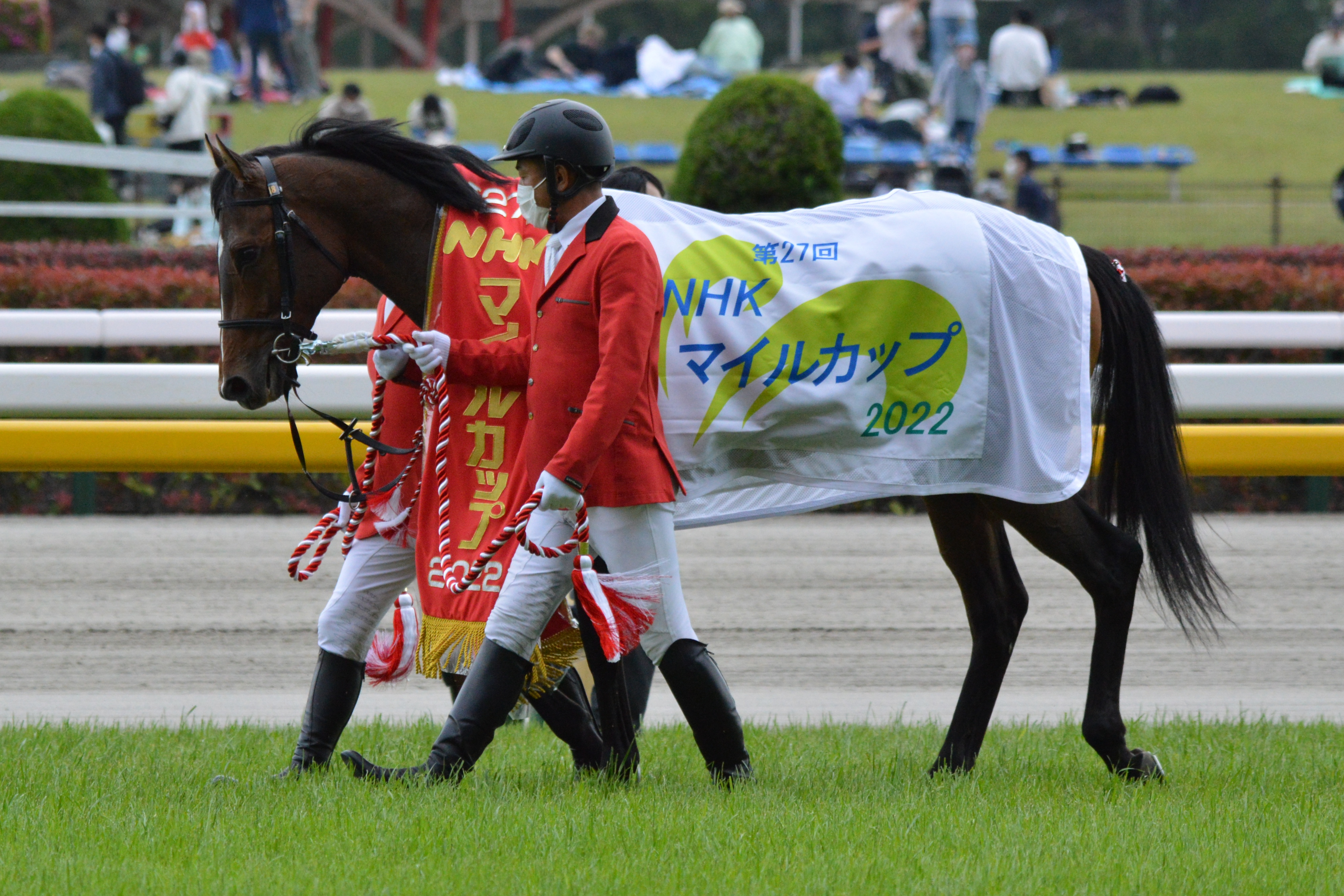
ダノンスコーピオン（2019年産）
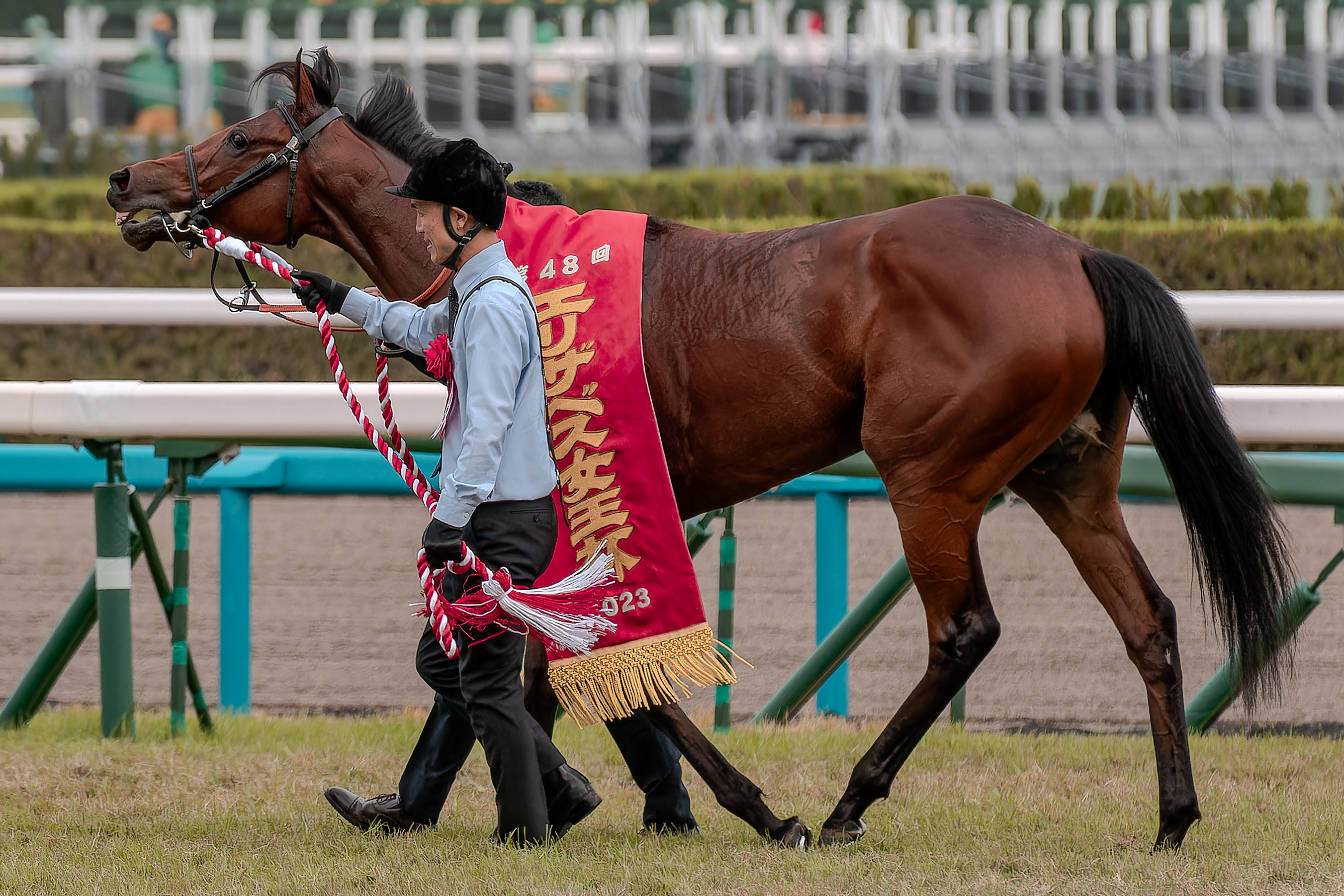
ブレイディヴェーグ（2020年産）
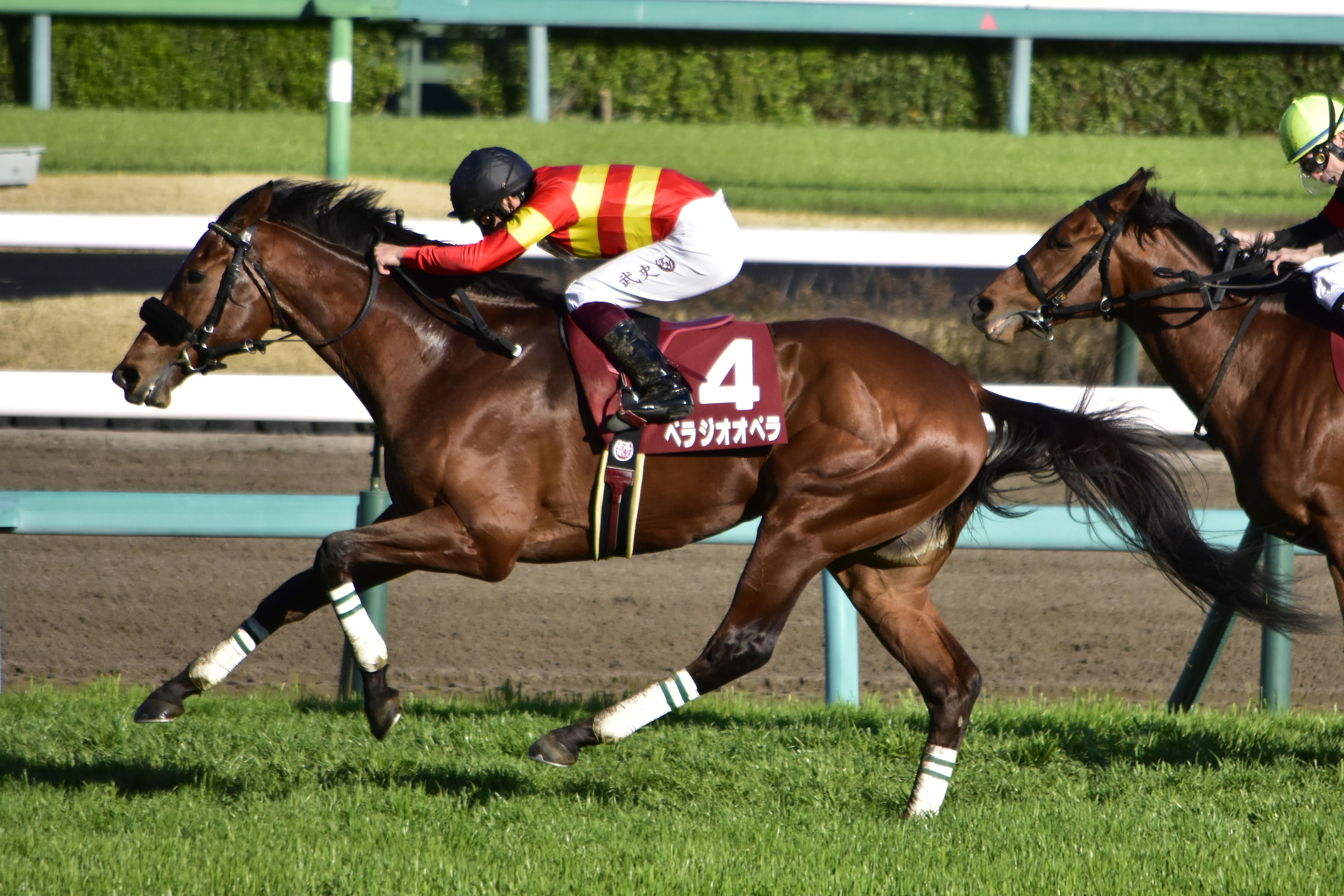
べラジオオペラ（2020年産）
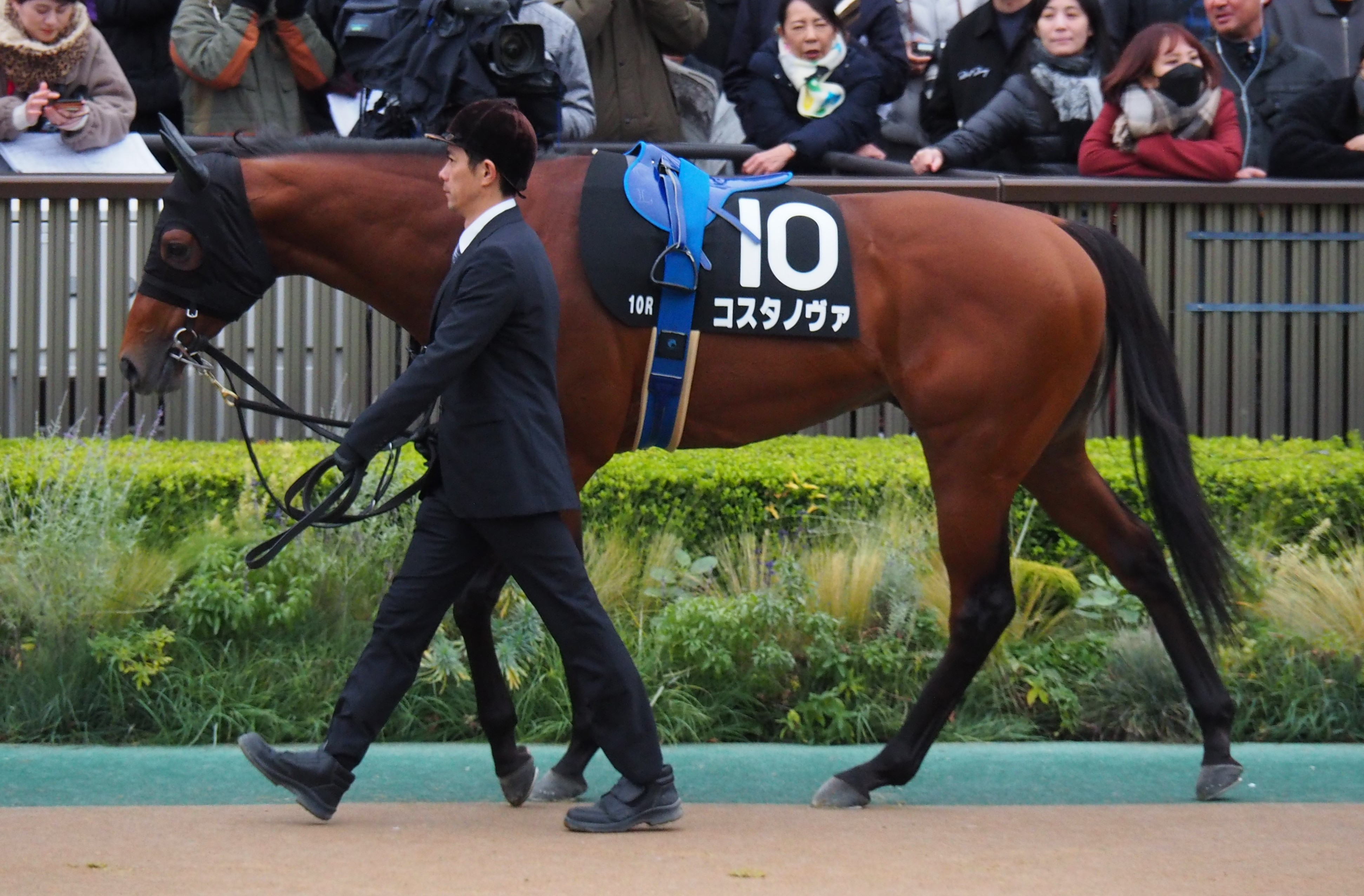
コスタノヴァ（2020年産）

### グレード制重賞優勝馬
- 2015年産
  - トロワゼトワル（2019年・2020年京成杯オータムハンデキャップ）[113]
  - ダイアトニック（2019年・2022年スワンステークス、2020年函館スプリントステークス、2022年阪急杯、阪神カップ）[113]
  - ジョーカナチャン（2020年アイビスサマーダッシュ）[113]
  - アールスター（2020年小倉記念）[113]
  - レッドガラン（2022年中山金杯、新潟大賞典）[113]
- 2016年産
  - ケイデンスコール（2018年新潟2歳ステークス、2021年京都金杯、マイラーズカップ）[116]
  - ファンタジスト（2018年小倉2歳ステークス、京王杯2歳ステークス）[116]
  - ヴァルディゼール（2019年シンザン記念）[116]
  - イベリス（2019年アーリントンカップ、2021年京都牝馬ステークス）[116]
  - グルーヴィット（2019年中京記念）[116]
  - キングオブコージ（2020年目黒記念、2022年アメリカジョッキークラブカップ）[116]
- 2017年産
  - ノウイットオール / Know It All（2020年デリンズタウンスタッドフィリーズステークス）[124]
  - バーナードループ（2020年兵庫チャンピオンシップ）[125]
  - ボンボヤージ（2022年北九州記念）
  - ホウオウエミーズ（2023年福島記念）[126]
- 2018年産
  - レイハリア（2021年葵ステークス、キーンランドカップ）[127]
  - タイムトゥヘヴン（2022年ダービー卿チャレンジトロフィー）[127]
  - ジューンベロシティ（2023年・2024年・2025年東京ジャンプステークス、2023年阪神ジャンプステークス、2024年東京ハイジャンプ）[127]
  - テイエムトッキュウ（2023年カペラステークス）[128]
  - ヴェイルネビュラ（2025年阪神スプリングジャンプ）
- 2019年産
  - キングエルメス（2021年京王杯2歳ステークス）[129]
  - サブライムアンセム（2022年フィリーズレビュー）[129]
  - レッドモンレーヴ（2023年京王杯スプリングカップ）[129]
  - キミワクイーン（2023年函館スプリントステークス）[129]
  - シンティレーション(2025年小倉牝馬ステークス)
  - カナテープ（2025年関屋記念）
- 2020年産
  - エンペラーワケア（2024年根岸ステークス、武蔵野ステークス）
  - アルジーヌ（2024年ターコイズステークス、2025年クイーンステークス）
  - ロードデルレイ（2025年日経新春杯）
  - ロードフォンス（2025年かきつばた記念）
- 2021年産
  - アスクワンタイム（2023年小倉2歳ステークス）[130]
  - キープカルム（2025年しらさぎステークス）
- 2022年産
  - ダンツエラン（2024年ファンタジーステークス）
  - ランフォーヴァウ（2024年デイリー杯2歳ステークス）

### 地方重賞優勝馬
- 2015年産
  - ゴールドギア（2025年せきれい賞）[131]
- 2016年産
  - ジンギ（2019年園田ユースカップ、菊水賞、2020年摂津盃、園田金盃、2021年白鷺賞、兵庫大賞典、姫山菊花賞、園田金盃、2022年白鷺賞、兵庫大賞典、六甲盃）[132]
  - ロカマドール（2021年佐賀ヴィーナスカップ）[133]
  - ケイアイサクソニー（2022年OROターフスプリント）[134]
  - メイショウウズマサ（2025年御厨人窟賞）[135]
- 2017年産
  - サロルン（2020年楠賞）[136]
- 2019年産
  - ブリーザフレスカ（2023年トリトン争覇、秋桜賞、ゴールド争覇）[137]

## 血統表
| ロードカナロアの血統          | ロードカナロアの血統                                     | ロードカナロアの血統                                     | （血統表の出典）                                         | （血統表の出典）  |
| 父系                          | キングマンボ系                                           | キングマンボ系                                           | キングマンボ系                                           | [ § 2 ]           |
| 父 キングカメハメハ 2001 鹿毛 | 父の父Kingmambo 1990 鹿毛                                | Mr. Prospector                                           | Raise a Native                                           | Raise a Native    |
| 父 キングカメハメハ 2001 鹿毛 | 父の父Kingmambo 1990 鹿毛                                | Mr. Prospector                                           | Gold Digger                                              |                   |
| 父 キングカメハメハ 2001 鹿毛 | 父の父Kingmambo 1990 鹿毛                                | Miesque                                                  | Nureyev                                                  | Nureyev           |
| 父 キングカメハメハ 2001 鹿毛 | 父の父Kingmambo 1990 鹿毛                                | Miesque                                                  | Pasadoble                                                |                   |
| 父 キングカメハメハ 2001 鹿毛 | 父の母*マンファス Manfath 1991 黒鹿毛                    | *ラストタイクーン                                        | *トライマイベスト                                        | *トライマイベスト |
| 父 キングカメハメハ 2001 鹿毛 | 父の母*マンファス Manfath 1991 黒鹿毛                    | *ラストタイクーン                                        | Mill Princess                                            |                   |
| 父 キングカメハメハ 2001 鹿毛 | 父の母*マンファス Manfath 1991 黒鹿毛                    | Pilot Bird                                               | Blakeney                                                 | Blakeney          |
| 父 キングカメハメハ 2001 鹿毛 | 父の母*マンファス Manfath 1991 黒鹿毛                    | Pilot Bird                                               | The Dancer                                               |                   |
| 母 レディブラッサム 1996 鹿毛 | 母の父Storm Cat 1983 黒鹿毛                              | Storm Bird                                               | Northern Dancer                                          | Northern Dancer   |
| 母 レディブラッサム 1996 鹿毛 | 母の父Storm Cat 1983 黒鹿毛                              | Storm Bird                                               | South Ocean                                              |                   |
| 母 レディブラッサム 1996 鹿毛 | 母の父Storm Cat 1983 黒鹿毛                              | Terlingua                                                | Secretariat                                              | Secretariat       |
| 母 レディブラッサム 1996 鹿毛 | 母の父Storm Cat 1983 黒鹿毛                              | Terlingua                                                | Crimson Saint                                            |                   |
| 母 レディブラッサム 1996 鹿毛 | 母の母*サラトガデュー Saratoga Dew 1989 鹿毛             | Cormorant                                                | His Majesty                                              | His Majesty       |
| 母 レディブラッサム 1996 鹿毛 | 母の母*サラトガデュー Saratoga Dew 1989 鹿毛             | Cormorant                                                | Song Sparrow                                             |                   |
| 母 レディブラッサム 1996 鹿毛 | 母の母*サラトガデュー Saratoga Dew 1989 鹿毛             | Super Luna                                               | In Reality                                               | In Reality        |
| 母 レディブラッサム 1996 鹿毛 | 母の母*サラトガデュー Saratoga Dew 1989 鹿毛             | Super Luna                                               | Alada                                                    |                   |
| 母系(F-No.)                   | Somethingroyal系(FN:2-s)                                 | Somethingroyal系(FN:2-s)                                 | Somethingroyal系(FN:2-s)                                 | [ § 3 ]           |
| 5代内の近親交配               | Northern Dancer 5･5×4、Secretariat(Syrian Sea) 4×5(母内) | Northern Dancer 5･5×4、Secretariat(Syrian Sea) 4×5(母内) | Northern Dancer 5･5×4、Secretariat(Syrian Sea) 4×5(母内) | [ § 4 ]           |
| 出典                          | 1. 2. 3. 4.                                              | 1. 2. 3. 4.                                              | 1. 2. 3. 4.                                              | 1. 2. 3. 4.       |

- 父キングカメハメハはNHKマイルカップ、東京優駿をレコードで制した2004年のJRA賞最優秀3歳牡馬。種牡馬としても成功し、2010年と2011年にはリーディングサイアーを獲得している。
- 祖母サラトガデューはアメリカでG1を2勝。引退後に社台ファームにより輸入され、本馬の母レディブラッサムは日本で生まれた持ち込み馬である。
- 5代母シリアンシー（Syrian Sea）はサムシングロイヤル産駒で、アメリカ三冠馬セクレタリアトの全姉。半兄には種牡馬としてサーゲイロード系を確立したサーゲイロード等がおり、全妹ザブライド（The Bride）のラインからは桜花賞馬ニシノフラワー等を輩出している名牝系。